# Sebastian Skoczeń
Sebastian Skoczeń (ur. 1982) – polski aktor i lektor.

## Życiorys
W 2005 roku został absolwentem Akademii Teatralnej w Warszawie i dołączył do zespołu Teatru Współczesnego.
Od 2013 współpracuje z Teatrem Dramatycznym w Warszawie.

## Role teatralne
- Męczeństwo Piotra Ohey'a Sławomira Mrożka jako Syn Starszy (2004)
- Transfer Maksyma Kuroczkina jako sprzątacz w czapce (2005)
- Wasza Ekscelencja Fiodora Dostojewskiego jako Obnoskin (2006)
- Udając Ofiarę Braci Presniakow jako kierownik restauracji (2006)
- Proces Franza Kafki (2008)
- To idzie młodość Krzysztofa Zalewski jako Janek (2008)
- Exterminator Przemka Jurka jako Lizzy (2013)
- Nosorożec Eugene Ionesco jako pracownik biura (2013)
- Noc Żywych Żydów Igora Ostachowicza jako Bolo

## Filmografia
- 2006–2007: Dwie strony medalu jako Wiechu
- 2007: Plebania występuje w roli samego siebie (odc. 817)
- 2008: Skorumpowani (Obsada aktorska)
- 2009, 2011: Na Wspólnej jako dziennikarz Jan Kruk
- 2009: Teraz albo nigdy! jako treser małpki (odc. 39)
- 2009: Plebania jako Aaron
- 2010: Ojciec Mateusz jako konferansjer na zawodach (odc. 49)
- 2011: Ojciec Mateusz jako doktor Hubert Morawa (odc. 85)
- 2012: Sęp jako pracownik
- 2012: Przyjaciółki jako pracownik linii lotniczych (odc. 10)
- 2012: Lekarze jako ojciec dziewczynki (odc. 5)
- 2013: Komisarz Alex jako aspirant Siwczyk (odc. 40)
- 2013: 2XL jako Krużel, mąż pacjentki (odc. 13)
- 2014: Sama słodycz jako taksówkarz (odc. 9)
- 2015–2018: Barwy szczęścia jako komisarz Zbigniew Turkowski
- 2015: Aż po sufit! (odc. 13)
- 2016: Strażacy jako policjant (odc. 15)
- 2016: Planeta singli jako gitarzysta w zespole Piotra
- 2017: Sztuka kochania jako Wiesiek
- 2017: O mnie się nie martw jako klient Marcina (odc. 72)
- 2017: Lekarze na start jako Kamil, mężczyzna ugodzony nożem w klatkę piersiową, brat Jakuba (odc. 34)
- 2021: Szadź 2 jako dzielnicowy (odc. 4)
- od 2021: Na Wspólnej jako Jeremi, mąż Marceliny[2]
- 2022: Leśniczówka jako Ariel
- 2023-2024: Korona królów. Jagiellonowie jako król Władysław II Jagiełło